# Ткаченко Валерій Миколайович
Ткаченко Валерій Миколайович (1946) — український математик, доктор технічних наук, професор.
Завідувач відділу теорії керівних систем Інституту прикладної математики і механіки НАН України.

## З творчої біографії
Закінчив Донецький державний Університет, (спеціальність — економічна кібернетика) 1970 р.
У 1981 р. в Київському інституті автоматики захистив кандидатську дисертацію зі спеціальності «Автоматизація технологічних процесів».
У 1998 р. в Національному Технічному Університеті України (Київський Політехнічний Інститут), захистив докторську дисертацію зі спеціальності «Автоматизація технологічних процесів».
Наукові інтереси:
- розімкнуті та замкнені системи автоматичного регулювання;
- методи параметричної ідентифікації, у тому числі систем з розподіленими параметрами;
- стохастичне моделювання та аналіз якості систем управління;
- проектування систем управління на основі методу прогностичного управління;
- математичне та комп'ютерне моделювання технологічних процесів на основі законів тепло- і масопереносу (енергетика, металургія, коксохімія).

## Основні праці
- Богомолов А. М. Зыков В. В.,Когтев Ю. И., Ткаченко В. Н. и др. Оптимизация процессов прокатного производства. // К.: Наукова думка, 1977, — 167 c.
- Ткаченко В. Н. Математическое моделирование, идентификация и управления технологическими процессами тепловой обработки материалов. Серия «задачи и методы: математика, механика, кибернетика» т. 13, Киев, Наукова думка, 2008г, с. 241.

## Нагороди
- Золота медаль Виставки досягнень народного господарства (ВДНГ) СРСР (Москва, 1986) за розвиток математичних моделей і програмного забезпечення для системи управління технологічним комплексом «нагрівальні печі — прокатний стан».

## Інтернет-ресурси
- Ткаченко Валерій Миколайович

| Володимир Вернадський | Це незавершена стаття про українського науковця. Ви можете допомогти проєкту, виправивши або дописавши її. |